# (3958) Komendantov
(3958) Komendantov (1953 TC) – planetoida z pasa głównego asteroid okrążająca Słońce w ciągu 3,88 lat w średniej odległości 2,47 j.a. Odkryta 10 października 1953 roku.